# Nataxa amblopis
Nataxa amblopis is een vlinder uit de familie van de Anthelidae. De wetenschappelijke naam van de soort is voor het eerst geldig gepubliceerd in 1944 door Turner.